# Brandenburgische Motorenwerke
Brandenburgische Motorenwerke GmbH (abreviat com a Bramo) va ser una empresa alemanya activa en el desenvolupament i producció de motors d'avió a Berlín des del 1936 fins al 1939.

## Història
La companyia tenia els seus orígens en la planta de motors d'avions de Siemens & Halske, que va començar la producció a Berlín durant la Primera Guerra Mundial. Des de 1926, aquest departament es va convertir en l'empresa Siemens-Flugmotorenwerk i el 1933, va formar part de la nova Siemens Apparate und Maschinen GmbH (SAM). El 1936, la producció de motors d'avions es va separar de la SAM com a Brandenburgische Motorenwerke GmbH i es va vendre al Reich alemany,
En el decurs de noves demandes governamentals de concentració de la producció aeronàutica, la Bayerischen Motorenwerke va comprar la Brandenburgische Motorenwerke GmbH el 1939 i va continuar la ubicació de Berlín com a BMW-Flugmotorenwerke Brandenburg GmbH.

## Productes
Bramo 314
Bramo 322
Bramo 323